# 雲乃亜美
雲乃 亜美（うの つぐみ、1995年2月20日 - ）は、日本の元AV女優、元グラビアアイドル。
東京都出身。マークスジャパン所属。2014年12月21日をもって引退

## 略歴・人物
2013年9月、制服グラビア誌の専属アイドルとしてデビュー。
2014年3月、アリスJAPAN専属としてAVデビュー。同年7月、プレステージ専属になる。
BRW108に所属している。趣味・特技は、音楽鑑賞。
CSスカパー！958chバニラスカイチャンネルのバニラガールズメンバー。
2014年12月21日をもって引退

## 作品

### アダルトDVD
2014年
- エッチな制服アイドルAVデビュー（3月14日、アリスJAPAN）
- パイパン少女のマジイキっ！！（4月11日、アリスJAPAN）
- 二番目の父に悪戯されて（5月9日、アリスJAPAN）
- 出会って4秒で合体（6月13日、アリスJAPAN）
- 雲乃亜美がご奉仕しちゃう超最新やみつきエステ（7月10日、プレステージ）
- 新・絶対的美少女、お貸しします。 ACT.25（8月12日、プレステージ）
- 一泊二日、美少女完全予約制。 第二章（9月10日、プレステージ）
- 制服お嬢様の卑猥なる飼育（10月10日、プレステージ）
- 人生初・トランス状態 激イキ絶頂セックス（11月11日、プレステージ）
- 妊娠してもいいから中に出して（12月4日、グローリークエスト）
- 制服美少女と性交（12月5日、ドリームチケット）